# Aethotaxis mitopteryx mitopteryx
Aethotaxis mitopteryx mitopteryx és una subespècie de peix que pertany a la família dels nototènids. Menja zooplàncton. A l'Antàrtida és depredat per Cygnodraco mawsoni. És un peix d'aigua marina i batipelàgic, el qual viu fins als 850 m de fondària. Es troba a l'oceà Antàrtic: la badia de Prydz i les illes dels mars de Scotia, de Weddell i de Ross. És inofensiu per als humans.

## Descripció
- Pot arribar a fer 42 cm de llargària màxima.
- És de color gris amb tons violats, més clar al ventre i amb una brillantor metàl·lica (conservat en alcohol, esdevé gris morat o marró clar al dors).
- 7 espines i 34 radis tous a l'aleta dorsal i 30 radis tous a l'anal.
- L'emmagatzematge de lípids en les cèl·lules del seu teixit adipós, així com la calcificació reduïda de l'esquelet li proporcionen flotabilitat.[4][11][12]